# Lijst van regimenten van de Nederlandse landmacht
De Koninklijke Landmacht kent de onderstaande regimenten en korpsen, onderverdeeld per wapen en dienstvak. Indien aangegeven zijn het de voortzettingen van vooroorlogse nummerregimenten. De volgorde van de regimenten is bepaald in het Traditiebesluit Koninklijke Landmacht (Besluit van 20 november 2020, Staatsblad 2020, nr. 435).

## Wapen derInfanterie
- Garderegiment Grenadiers en Jagers: het regiment bestaat (in al dan niet samengestelde vorm) al sinds 1829, en is een voortzetting van oudere tradities van grenadiers en jagers. Thans: 11 Infanteriebataljon Luchtmobiele Brigade te Schaarsbergen.
- Garderegiment Fuseliers Prinses Irene: voortzetting van de in 1941 in Engeland geformeerde 'Prinses Irene Brigade'. Het ontleent zijn naam aan prinses Irene, die vlak voor de oorlog geboren werd en als wens voor de toekomst de naam 'Irene' (=vrede) kreeg. Thans: 17 Pantserinfanteriebataljon, gelegerd te Oirschot.
- Regiment Infanterie Prins Johan Willem Friso: samenvoeging van het voormalige 1 en 9 RI. Beide nummerregimenten komen uit het noorden van het land en het regiment is vernoemd naar de erfprins van Oranje Johan Willem Friso. Het regiment geniet bekendheid als 'Libanonregiment' vanwege zijn rol als UNIFILbataljon. Begin jaren negentig is het regiment te ruste gelegd, maar al enkele jaren later weer staand gebracht. Thans: 44 Pantserinfanteriebataljon te Havelte.
- Regiment Infanterie Oranje Gelderland: voortzetting van het voormalige Amersfoortse 5 RI en het Arnhemse 8 RI. Dit laatstgenoemde regiment verdedigde in de meidagen 1940 de Grebbeberg. De naam is een oude, uit de 18e eeuw stammend, waarmee de geografische afkomst van de regimentsbezetting en de binding met het koningshuis aangegeven wordt. Het regiment is voornamelijk bekend vanwege het feit dat de gehele troepenmacht in Suriname (T.R.I.S.) hier onder was gebracht. In 1994 is het regiment te ruste gelegd, vanaf 14 september 2006 weer staand gebracht als 45  Pantserinfanteriebataljon te Ermelo.
- Regiment Limburgse Jagers: samenvoeging van de Limburgse regimenten 2 en 11 en het uit Breda afkomstige 6 RI. Het nu bekendste bataljon van dit regiment is 42 bataljon Limburgse Jagers (42 BLJ), dat onafgebroken vanaf 1964 tot en met 2006 in Noord-Duitsland gelegerd is geweest. De naam is ontstaan op basis van een idee van de eerste regimentscommandant, Luitenant-kolonel Anthoni. Thans: 42  Pantserinfanteriebataljon te Oirschot.
- Regiment van Heutsz: voortzetting van de traditie van infanterie-opleidingen, maar veel bekender vanwege haar traditiebewaring van het voormalig Koninklijk Nederlandsch-Indisch Leger', K.N.I.L.'. De naamgever is vooral bekend vanwege de pacificatie van de Atjeh (Atjeh-oorlog), waarin het K.N.I.L. een omstreden rol speelde. Thans: 12 Infanteriebataljon Luchtmobiele Brigade, gelegerd te Schaarsbergen.
- Korps Nationale Reserve: in 1914 opgericht als Vrijwillige Landstorm, sinds 1948 Korps Nationale Reserve. Uit reservisten bestaand korps met drie bataljons, verdeeld over Nederland.
- Korps Commandotroepen: in 1942 opgericht als 2nd Troop van het 10th Interallied Commando. Nam deel aan verschillende acties tijdens de Tweede Wereldoorlog en tijdens de politionele acties. Werd in 2016 onderscheiden met de Militaire Willemsorde voor krijgsverrichtingen in Afghanistan.
- Regiment Stoottroepen Prins Bernhard: voortzetting van de tijdens de Tweede Wereldoorlog ontstane eenheden 'Binnenlandse Strijdkrachten' (BS). Die laatste naam is afkomstig van de naam van Brabantse en Limburgse eenheden, die zich zo noemden. In 1993-1994 omgevormd van 41 Pantserinfanteriebataljon te Ermelo tot het huidige 13 Infanteriebataljon Luchtmobiele Brigade te Assen.

Te ruste gelegd zijn in beginjaren '90 van de 20e eeuw:
- Regiment Infanterie Chassé: voortzetting van het voormalige 7 RI uit Harderwijk en (vanaf 1953) het 10 RI uit Ede. De naamgever van het regiment, Generaal D.H. baron Chassé, geniet vooral bekendheid als de verdediger van de citadel van Antwerpen. Het RI Chassé begint in 1950 aanvankelijk als 'Regiment Zware Infanterie Chassé' en krijgt meteen de traditie van de antitankeenheden mee, maar wordt in 1953 al hernoemd in 'Regiment Infanterie ~'. Begin jaren 90 van de 20e eeuw wordt RI Chassé te ruste gelegd. Het laatste bataljon van dit regiment was 43 Pantserinfanteriebataljon, gelegerd te Assen . Het speelde vanuit Nederland een ondersteunende rol gedurende de inzet in de Libanonoperatie van 1979-1985.
- Regiment Infanterie Menno van Coehoorn: voortzetting van het voormalige 3 RI uit Bergen op Zoom. Deze stad was door generaal-majoor/vestingbouwkundige Menno van Coehoorn ingericht als vesting en lange tijd de zwaarst verdedigde stad van Europa.[bron?] Tevens was Van Coehoorn de ontwerper van de mortier van 13 duim (ca. 33 cm). Het RI Menno van Coehoorn begint in 1950 aanvankelijk als 'Regiment Mortieren Menno van Coehoorn', maar wordt in 1953 al hernoemd in 'Regiment Infanterie'. In 1977 wordt het voormalige 4 RI uit Leiden (het 'vuile vier') ondergebracht bij RI Menno van Coehoorn. Begin jaren 90 van de 20e eeuw wordt RI Menno van Coehoorn te ruste gelegd. Het laatste bataljon van dit regiment was 47 Pantserinfanteriebataljon, gelegerd te Havelte.  Van 1993 tot en met 1997 (de opheffing) werden de tradities en naam voortgezet bij 451 Infanterie Beveiligings Compagnie.

## Wapen derCavalerie
- Regiment Huzaren van Boreel
- Regiment Huzaren Prinses Catharina-Amalia

Te Ruste gelegd 2020:
- Regiment Huzaren van Sytzama
- Regiment Huzaren Prins Alexander
- Regiment Huzaren Prins van Oranje

## Wapen derArtillerie
De artillerie kent in de huidige Nederlandse traditiebeleving geen regimentsindeling. De artillerie bestaat uit de volgende korpsen:
- Korps Veldartillerie
- Korps Rijdende Artillerie
- Korps Luchtdoelartillerie

## Wapen derGenie
- Regiment Genietroepen

## Wapen van deVerbindingsdienst
- Regiment Verbindingstroepen

## Wapen van deInformatiemanoeuvre
- Korps Inlichtingen & Veiligheid Prinses Alexia
- Korps Communicatie & Engagement Prinses Ariane

## Dienstvak van de Logistiek
- Korps Militaire Administratie
- Regiment Geneeskundige Troepen
- Regiment Bevoorradings- en Transporttroepen
- Regiment Technische Troepen

## Overige dienstvakken
- Dienstvak van de Militair Juridische Dienst
- Dienstvak van de Technische Staf
- Dienstvak van de Militair-Psychologische en Sociologische Dienst
- Dienstvak van de Lichamelijke Oefening en Sport